# 元泊郡
元泊郡（日语：／ Motodomari gun */?）是日本統治下的樺太廳的已不存在的郡。名稱來自阿伊努語的「mo-tomari」（平靜的港灣）。
轄有以下1町2村。
- 知取町
- 元泊村
- 帆寄村

在法律上于1949年6月1日国家行政組織法施行后廢除。